# Reima Virtanen
Reima Valdemar Virtanen (Kemi, 5 novembre 1947) è un ex pugile finlandese.

## Palmarès

### Olimpiadi
- 1 medaglia:
  - 1 argento (Monaco di Baviera 1972 nei pesi medi)